# Pseudarchaster pusillus
Pseudarchaster pusillus är en sjöstjärneart som beskrevs av Fisher 1905. Pseudarchaster pusillus ingår i släktet Pseudarchaster och familjen Pseudarchasteridae. Inga underarter finns listade i Catalogue of Life.